# 李氏宗祠 (肥东县)
李氏宗祠，是位于中国安徽省合肥市肥东县梁园镇大李湾村的一个清代古建筑，2013年被合肥市人民政府公布为第五批合肥市文物保护单位。
李氏宗祠始建于明朝，祀迁入当地的李姓始祖、明朝正统进士李实，建筑面积800平方米，砖木结构，门楼为八字墙，两进五开间，其中第一进为明朝建筑，第二进于清朝同治年间由李鸿章外公李鸿谟增建，祠堂前有古井，祠内多幅楹联。当地出身的李氏后代较多，近年修建了十三厅博物馆、地方名人苑等建筑。